# Xã Milroy, Quận Jasper, Indiana
Xã Milroy (tiếng Anh: Milroy Township) là một xã thuộc quận Jasper, tiểu bang Indiana, Hoa Kỳ. Năm 2010, dân số của xã này là 276 người.